# 堀場一雄

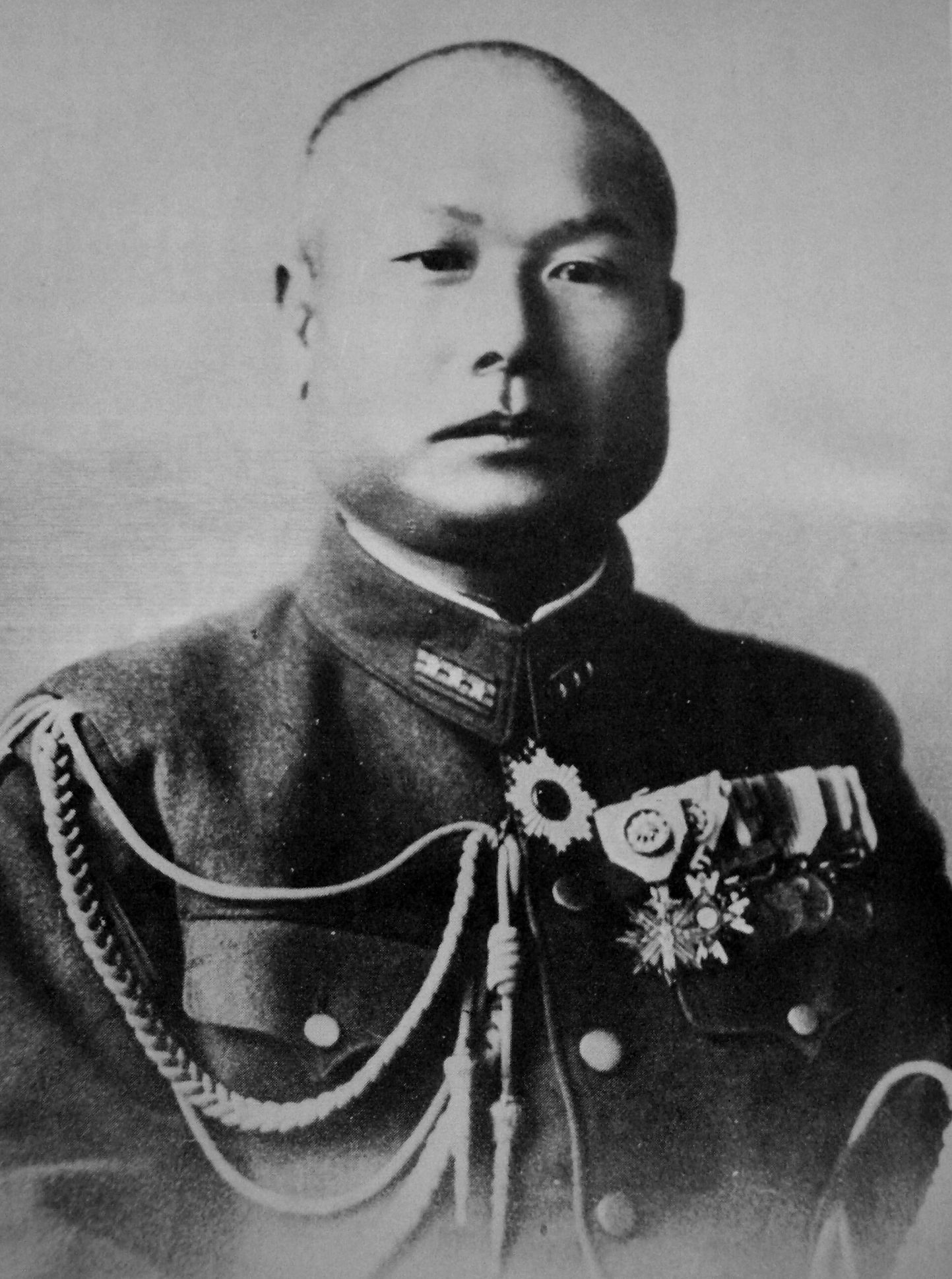
堀場一雄（大佐時代）

堀場 一雄（ほりば かずお、1900年（明治33年）2月1日 - 1953年（昭和28年）10月21日）は、日本陸軍の軍人。最終階級は陸軍大佐。
愛知県東春日井郡篠木村（現・春日井市）出身。父は警察官の堀場司馬次郎。陸軍士官学校34期卒業で、同期の服部卓四郎および西浦進と並んで「34期の三羽烏」と称された。娘は詩人・女性史研究家の堀場清子。

## 経歴
- 1914年（大正3年）9月 名古屋陸軍地方幼年学校入学
- 1918年（大正7年）7月 同校・卒業（台賜の銀時計）
  - 9月 陸軍中央幼年学校入学
- 1920年（大正9年）3月 同校・卒業
  - 10月 陸軍士官学校入学（第34期）
- 1922年（大正11年）7月 同校・卒業
  - 10月 任陸軍歩兵少尉・補歩兵第50連隊附
- 1925年（大正14年）10月 任歩兵中尉
- 1927年（昭和2年）12月 陸軍大学校入学
- 1929年（昭和4年）12月28日 広島市の医師・今井一の長女と結婚[4]
- 1930年（昭和5年）11月 同校・卒業（42期恩賜）
- 1931年（昭和6年）8月 任歩兵大尉
  - 10月 補参謀本部付将校（作戦課兵站班付）
- 1932年（昭和7年）12月 補参謀本部部員（作戦課兵站班）
- 1934年（昭和9年）4月 補陸軍省軍務局附
  - 5月 ソ連駐在（大使館付陸軍武官補佐官）を命じられる
  - 7月 - 12月 中国各地（北京、天津、秦皇島、山海関、張家口、綏遠、大同、八達嶺長城、開封、漢口、上海、香港）を視察[5]
  - 12月 - 翌年1月 香港を出発し、台北、マニラ、シンガポール、スエズ運河を経てマルセイユからパリに渡る。
- 1935年（昭和10年）1月下旬 ワルシャワに滞在[6]
  - 3月 モスクワに到着[7]
  - 春 - 夏 ハリコフ一帯やマグニトゴルスクの製鉄所などを視察[8]
- 1936年（昭和11年）3月 陸軍省新聞班長への転補により帰国する大使館附武官秦彦三郎に随行し、シベリア鉄道でウラジオストクへ向かう[9]
  - ウラジオストク到着後、単独でハバロフスク、ベロゴルスク、チタ、イルクーツクなどを視察しながらモスクワに戻る[10]。
- 1937年（昭和12年）2月下旬 帰国[11]
  - 3月 補参謀本部部員（戦争指導課）、兼陸軍省整備局課員、企画院事務官
  - 8月 任航空兵少佐
- 1939年（昭和14年）3月 任航空兵中佐
  - 12月 補支那派遣軍参謀（政務）
- 1941年（昭和16年）6月 補陸軍省軍務局御用掛、総力戦研究所所員
  - 8月 任陸軍大佐
- 1942年（昭和17年）8月 補浜松陸軍飛行学校教官
  - 11月 補飛行第62戦隊長
- 1943年（昭和18年）10月 補第2方面軍参謀（作戦、濠北）
- 1944年（昭和19年）3月 補南方軍参謀（作戦、南方）
  - 6月 補第5航空軍参謀副長（支那、朝鮮）
- 1945年（昭和20年）8月22日 補陸軍省軍務局附
  - 11月30日 待命
  - 12月1日 予備役
- 1946年（昭和21年）1月 第一復員省大臣官房史実調査部[12]
  - 6月 復員庁第一復員局史実部（史実調査部）[13]
  - 10月29日 - 10月30日 極東国際軍事裁判に総力戦研究所関係証人として出廷[14]
- 1947年（昭和22年）4月30日 復員局を退官、嘱託として勤務[15]
- 1953年（昭和28年）4月1日 史実研究所顧問[16]
  - 10月21日 転地療養先の広島の病院にて食道癌のため死去[17]、53歳没。

## 著書
（堀場の遺稿をもとに、死後刊行）
- 『支那事変戦争指導史』、時事通信社、1962年。